# NGC 407
NGC 407 is een spiraalvormig sterrenstelsel in het sterrenbeeld Vissen. Het hemelobject ligt ongeveer 256 miljoen lichtjaar (78,4×106 parsec) van de Aarde verwijderd en werd op 12 september 1784 ontdekt door de Duits-Britse astronoom William Herschel.

## Synoniemen
- PGC 4190
- UGC 730
- MCG 5-3-77
- ZWG 501.115